# The Body Snatcher
The Body Snatcher is een Amerikaanse horrorfilm uit 1945 onder regie van Robert Wise. Het scenario is gebaseerd op de gelijknamige novelle uit 1884 van de Schotse auteur Robert Louis Stevenson.

## Verhaal
In 1831 huurt een beroemd chirurg in Edinburgh een voerman in om lichamen op te delven op het kerkhof. Hij gebruikt die lichamen voor medisch onderzoek. De voerman begint mensen te vermoorden om zijn voorraad in stand te houden.

## Rolverdeling
| Acteur         | Personage            |
| -------------- | -------------------- |
| Boris Karloff  | John Gray            |
| Béla Lugosi    | Joseph               |
| Henry Daniell  | Dr. Wolfe MacFarlane |
| Edith Atwater  | Meg Cameron          |
| Russell Wade   | Donald Fettes        |
| Rita Corday    | Mevrouw Marsh        |
| Sharyn Moffett | Georgina Marsh       |
| Donna Lee      | Straatzangeres       |